# Георгіос Ермідіс
Георгіос Ермідіс (рос. Георгий Яннисович Эрмиди; нар. 8 червня 2001) — російський та грецький футболіст, півзахисник білоруського «Нафтана».

## Життєпис
Вихованець футбольної академії грецького «Паніоніоса». У жовтні 2020 року перебрався до «Десни», за яку виступав у молодіжному та юніорському чемпіонатах України. У лютому 2023 року перейшов до російського клубу «Знамя Труда». Свій дебютний та єдиний матч за клуб зіграв 3 квітня 2023 року проти новгородського «Електрона», в якому вийшов на заміну на 88-й хвилині. Згодом упродовж усього сезону навіть не потрапляв у заявку основної команди. У серпні 2023 року приєднався до білоруського «Нафтана», з яким уклав контракт на півтора сезони. Дебютував за клуб 30 вересня 2023 року у матчі проти бобруйскої «Білшини», в якому вийшов на заміну на 91-й хвилині. Закріпитися в основній команді клубу не вийшло, лише під кінець чемпіонату провів 4 матчі, в яких вийшов на заміну на останніх хвилинах основного часу, результативними діями не відзначився.